# Wielervereniging Schijndel

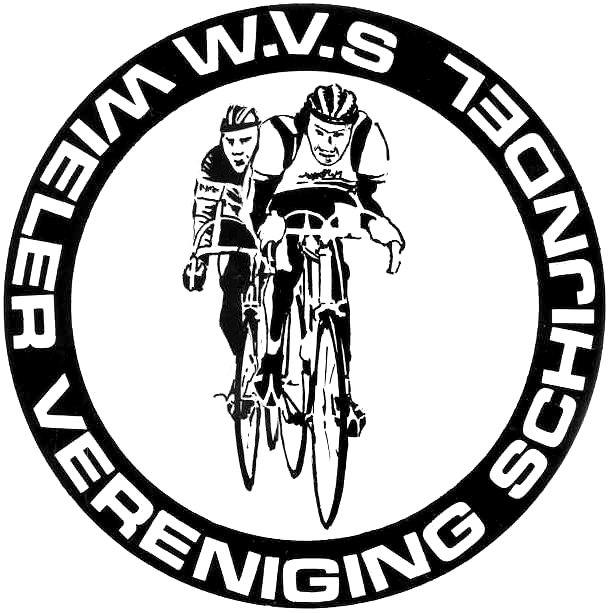
Logo Wielervereniging Schijndel

Wielervereniging Schijndel is een wielervereniging uit Schijndel. Ze behoort tot de tien grootste wielerverenigingen van Nederland. De vereniging is opgericht op 24 augustus 1975 te Schijndel op initiatief van de supportersclub de Schijndelse renners. In het najaar van 1977, op 10 september bij de aanvang van het veldritseizoen 1977-1978, werd de vereniging erkend door de KNWU. De vereniging is sinds de oprichting gestaag gegroeid en heeft haar plaats verdiend in de Nederlandse wielerwereld. Het ledenbestand is gegroeid van Schijndel en directe omgeving naar het gebied tussen Tilburg, 's-Hertogenbosch, Eindhoven, Oss en Uden.

## Doelstelling
De vereniging werd opgericht met een tweeledig doel:
- Het ondersteunen van wielrenners en -rensters uit Schijndel en omgeving welke op dat moment aangewezen waren op clubs ver buiten Schijndel
- Het organiseren van evenementen voor deze wielrenners

## De beginjaren
De eerste tricots waren in rood-wit-zwarte kleuren. Hoofdsponsor was de firma Jac. Kemps. In januari 1978 was het Betsy van de Akker uit Schijndel de eerste renster van de vereniging werd die bij een Nederlands kampioenschap op het podium stond. Zij veroverde bij de vrouwen de nationale titel. Op bestuurlijk niveau deden zich al enkele jaren na de oprichting problemen voor. Een onderling meningsverschil tussen de ouders van de jeugdafdeling leidde ertoe dat een gedeelte van jeugdrenners vertrok en lid werd van andere verenigingen.
In de jaren daarna groeide de vereniging gestaag. Vele successen werden er nog niet behaald behalve door veldrijder Rein Groenendaal uit Sint Michielsgestel die drie jaar op rij van 1979 tot en met 1981 een zilveren medaille op het NK behaalde.

## Nieuwe herkenbare outfit
1985 was een gedenkwaardig jaar voor de vereniging. Met de Renaultgarage Fassbender-Valks werd er een nieuwe hoofdsponsor voor lange termijn binnengehaald. De clubkleuren werden geel-wit-zwart en de shirts hadden hetzelfde motief als de Franse wielerploeg waar Bernard Hinault voor reed. Een voor iedereen herkenbare outfit. De vereniging kreeg de beschikking over maar liefst drie wielerauto's. In die tijd heel wat voor een vereniging. In januari van dat jaar was er de eerste nationale titel bij de mannen. Het was Rein Groenendaal die in Gieten Nederlands kampioen in het veld werd.

## Eerste wereldtitel
Twee jaar later deed een andere Groenendaal van zich spreken, de zoon van Rein, Richard Groenendaal, werd Nederlands kampioen bij de nieuwelingen. Voor Richard Groenendaal was dat het begin van een lange carrière als veldrijder. Het eerste hoogtepunt voor Groenendaal volgde in 1989 toen hij wereldkampioen bij de junioren werd en daarmee WV Schijndel de eerste wereldtitel bezorgde.

## Evenementen
Op organisatorisch vlak werd er elk jaar de profronde Lus van Schijndel georganiseerd. Het evenement werd georganiseerd op de eerste zondag na de Tour de France. Vanwege de teruglopende entreegelden en de hoge kosten moest men later stoppen met de profronde en zoeken naar een alternatief als extra bron van inkomsten voor de vereniging. In het fungeren als etappeplaats van Olympia's Tour werd een alternatief gevonden.
Ondertussen gingen de successen in het veldrijden door want het was niet alleen Richard Groenendaal die medailles veroverde in het veld. Diverse andere leden volgde zijn voorbeeld. Tot op heden is de vereniging bekend om haar goede veldrijders. In 2000 meldde een 14-jarige jongen uit Vlijmen zich als lid bij de club, Lars Boom. Nadat hij in de jeugdcategorieën bij zijn vorige vereniging De Antilopen uit Vlijmen, al eens kampioen in het veld geworden was, werd hij op 15-jarige leeftijd Nederlands kampioen bij de nieuwelingen. Tot en met 2011 zou hij elk jaar de nationale titel in het veld veroveren.

## Eerste successen op de weg
Ook de op weg werden er successen behaald. Wederom was het een dame die als eerste lid van WV Schijndel op het podium stond bij een NK. Wendy van Uden uit Schijndel behaalde in 1987 een 3e plaats bij de junior-dames. Een jaar later volgde de eerste man, Schijndelaar Casimir Vink, met een 2e plaats bij de nieuwelingen. In 1989 was er wederom een 2e plaats bij de nieuwelingen, nu voor Gerben van den Broek uit Veghel. Diezelfde Van den Broek was een half jaar eerder al Nederlands Kampioen veldrijden geworden in Sint Michielsgestel al waar Wielervereniging Schijndel met 3 nationale titels en een bronzen medaille grootverdiener was voordat Richard Groenendaal enkele weken later wereldkampioen werd.

## De jaren negentig
De vereniging was een stabiele vereniging geworden die qua ledenaantal schommelde rond de 100 licentiehouders. Organiseren van grote evenementen werd echter steeds moeilijker. Tot midden jaren negentig was het financieel voor de vereniging nog aantrekkelijk om te fungeren als etappeplaats van Olympia's Tour. Daarna vond er een verschuiving plaats naar de eerste doelstelling van de vereniging het faciliteren van de leden. Deze weg werd mede ingeslagen door de successen die de vele leden behaalden.
Nadat de latere beroepsrenner Ronald Mutsaars uit Schijndel in de laatste maand van 1990 met de eerste nationale veldrittitel van een jeugdlid van WV Schijndel van zich liet spreken, terwijl zijn jongere broer Guido als tweede eindigde, volgde in januari 1991 de opkomst van Willem-Jan van den Broek. De jongere broer van Gerben van den Broek veroverde de nationale veldrit titel bij de nieuwelingen en behaalde daarna in de zomer van dat jaar voor het eerst de nationale titel op de weg bij de nieuwelingen. Een half jaar later veroverde Van den Broek ook nog de titel bij het veldrijden als eerstejaars junior.

### Nieuwe sponsor
Het vervolg van de jaren negentig stond in het teken van de wisseling van de hoofdsponsor. Er werd afscheid genomen van Fassbender-Valks en met het aantrekken van Elektrotechniek van Heeswijk begon een periode van sponsoring welke duurde tot en met 2010. Naast de successen van Richard Groenendaal en de gebroeders Mutsaars, die samen diverse medailles wonnen, waren er ook prima prestaties van andere renners, zoals van Pascal Hermes. Deze jongeman uit Liempde werd in 1994 Nederlands kampioen bij de nieuwelingen. Op organisatorisch vlak werd er beperkt jaarlijks enkele wedstrijden georganiseerd waarbij ook enkele malen een afwachtingswedstrijd werd georganiseerd voor de Ster Elektrotoer die dezelfde hoofdsponsor als de vereniging kende.

### Accommodatie
Eind jaren negentig kreeg de vereniging een eigen afgesloten trainingsparcours. In samenwerking met Schaats- en Skeelervereniging Thialf werd er door de gemeente Schijndel een wieler- en een skeelerbaan aangelegd in en rondom de ijsbaan aan de Leemputtenweg te Schijndel. In de verdiepte bak, waar in de winter bij vorst zich een ijsbaan kan vormen, werd een 400 meter geasfalteerde baan aangelegd. Deze baan maakt voor een gedeelte deel uit van een grote ronde van 860 meter over het terrein waar de jeugdleden (t/m 14 jaar) veilig kunnen trainen.

## 2000 tot heden
Het nieuwe millennium begon voor WV Schijndel uitstekend. Nadat Richard Groenendaal begin januari 2000 Nederlands Kampioen veldrijden was geworden bij de elite, volgde later die maand in zijn eigen woonplaats Sint-Michielsgestel de wereldtitel. De jaren daarna stonden vooral in het teken van het draaiend houden van een bloeiende vereniging in een tijdperk waar diverse verenigingen het loodje legden of in de problemen kwamen. Wielervereniging Schijndel kende dankzij de stabiele hoofdsponsor met een vijfjarig contract tot en met 2010 geen problemen en zag renners als Ronald Mutsaars, Koen de Kort en Lars Boom vanuit eigen gelederen groeien tot de status van beroepsrenner. Deze renners behaalden op diverse kampioenschappen successen en in 2009 werd ook de bekende veldrijdster Daphny van den Brand uit Zeeland (Noord-Brabant) lid van de vereniging. De vereniging kent op haar hoogtepunt een ledenaantal van 130 licentiehouders en is dan een van de grootste wielerverenigingen van Nederland.
In de jaren 2011–2015 keerde de paarse kleur van de Jan van Erpbrigade weer terug in Schijndel en omstreken. De bekende wielersponsor uit de jaren zeventig en tachtig werd de nieuwe hoofdsponsor van de vereniging. In 2014 zorgde Tim Kerkhof voor een primeur voor de vereniging door als eerste lid het NK voor beloften te winnen. Kerkhof werd daarna een half jaar later prof bij Roompot-Oranje Peloton. Een andere coureur van de vereniging Mike Teunissen was zo succesvol dat hij een overstap maakte van de formatie Rabo-Continental naar Team LottoNL-Jumbo. Geplaagd door de crisis in de bouw deed Van Erp een stap terug en vanaf 2016  rijden de renners en rensters rond in de zwart, rood en witte kleding van Output Professional Audio, Video en Lighting.

## Uitbreiding accommodatie
In het begin van nieuwe millennium kwam de wens om de wielerbaan uit te breiden tot een volwaardige lengte van zo'n 1500 meter. Deze plannen werden in 2011 bij de provincie in het kader van het provinciale sportplan (betaald uit de Essentgelden) voorgelegd. Nadat andere sporten voorrang gekregen hadden van de provincie, kwam in 2015 de gemeente Schijndel zelf om de hoek kijken en schoot het de vereniging te hulp. Op 21 juli 2016 keurde de gemeente Schijndel de uitbreiding van de wielerbaan met 1300 meter asfalt, LED-verlichting en een clubgebouw goed.
In 2017 werd gestart met de uitbreiding van de wielerbaan en de bouw van het clubgebouw. De jeugdafdeling was ondertussen gegroeid naar 45 jeugdleden waarmee een solide basis gelegd werd voor de toekomst.